# Грег Браун
Грег Браун (англ. Greg Brown, нар. 7 березня 1968, Саутборо) — колишній американський хокеїст, що грав на позиції захисника.
Молодший брат Дага Брауна.

## Ігрова кар'єра
Хокейну кар'єру розпочав 1990 року виступами за команду «Рочестер Американс» в АХЛ.
1986 року був обраний на драфті НХЛ під 26-м загальним номером командою «Баффало Сейбрс».
Протягом професійної клубної ігрової кар'єри, що тривала 14 років, захищав кольори команд «Баффало Сейбрс», «Піттсбург Пінгвінс», «Вінніпег Джетс», «Регле», «Клотен», «Фельдкірх», «Ландсгут», «Кельнер Гайє» та «Лександ».
Загалом провів 100 матчів у НХЛ, включаючи 6 ігор плей-оф Кубка Стенлі.

## Статистика

### Клубні виступи
| Сезон        | Клуб                   | Ліга                     | Регулярний сезон | Регулярний сезон | Регулярний сезон | Регулярний сезон | Регулярний сезон | Плей-оф | Плей-оф | Плей-оф | Плей-оф | Плей-оф |
| Сезон        | Клуб                   | Ліга                     | І                | Г                | П                | О                | ШХ               | І       | Г       | П       | О       | ШХ      |
| ------------ | ---------------------- | ------------------------ | ---------------- | ---------------- | ---------------- | ---------------- | ---------------- | ------- | ------- | ------- | ------- | ------- |
| 1990–91      | «Рочестер Американс»   | АХЛ                      | 31               | 6                | 17               | 23               | 16               | 14      | 1       | 4       | 5       | 8       |
| 1990–91      | «Баффало Сейбрс»       | НХЛ                      | 39               | 1                | 2                | 3                | 35               | —       | —       | —       | —       | —       |
| 1991–92      | «Рочестер Американс»   | АХЛ                      | 56               | 8                | 30               | 38               | 25               | 16      | 1       | 5       | 6       | 4       |
| 1992–93      | «Баффало Сейбрс»       | НХЛ                      | 10               | 0                | 1                | 1                | 6                | —       | —       | —       | —       | —       |
| 1992–93      | «Рочестер Американс»   | АХЛ                      | 61               | 11               | 38               | 49               | 46               | 16      | 3       | 8       | 11      | 14      |
| 1993–94      | «Піттсбург Пінгвінс»   | НХЛ                      | 36               | 3                | 8                | 11               | 28               | 6       | 0       | 1       | 1       | 4       |
| 1993–94      | «Сан-Дієго Галлс»      | ІХЛ                      | 42               | 8                | 25               | 33               | 26               | —       | —       | —       | —       | —       |
| 1994–95      | «Вінніпег Джетс»       | НХЛ                      | 9                | 0                | 3                | 3                | 17               | —       | —       | —       | —       | —       |
| 1994–95      | «Клівленд Ламберджекс» | ІХЛ                      | 28               | 5                | 14               | 19               | 22               | —       | —       | —       | —       | —       |
| 1995–96      | «Регле»                | Елітсерія                | 22               | 4                | 7                | 11               | 32               | —       | —       | —       | —       | —       |
| 1996–97      | «Клотен»               | ЧШ                       | 46               | 3                | 12               | 15               | 36               |         |         |         |         |         |
| 1996–97      | «Фельдкірх»            | Австрійська хокейна ліга | 6                | 0                | 2                | 2                | 8                |         |         |         |         |         |
| 1997–98      | «Ландсгут»             | ДХЛ                      | 48               | 3                | 19               | 22               | 12               |         |         |         |         |         |
| 1998–99      | «Кельнер Гайє»         | ДХЛ                      | 41               | 4                | 20               | 24               | 30               |         |         |         |         |         |
| 1999–00      | «Кельнер Гайє»         | ДХЛ                      | 56               | 2                | 12               | 14               | 32               | 10      | 0       | 4       | 4       | 8       |
| 2000–01      | «Кельнер Гайє»         | ДХЛ                      | 42               | 4                | 10               | 14               | 36               | —       | —       | —       | —       | —       |
| 2002–03      | «Лександ»              | Елітсерія                | 30               | 2                | 8                | 10               | 32               | 5       | 1       | 0       | 1       | 10      |
| Усього в НХЛ | Усього в НХЛ           | Усього в НХЛ             | 94               | 4                | 14               | 18               | 86               | 6       | 0       | 1       | 1       | 4       |

### Збірна
| Рік  | Команда | Турнір | І | Г | П | О | ШХ |
| ---- | ------- | ------ | - | - | - | - | -- |
| 1988 | США     | ОІ     | 6 | 0 | 4 | 4 | 2  |
| 1992 | США     | ОІ     | 7 | 0 | 0 | 0 | 2  |